# Ptilodon nikkoensis
Ptilodon nikkoensis är en fjärilsart som beskrevs av Matsumura 1924. Ptilodon nikkoensis ingår i släktet Ptilodon och familjen tandspinnare. Inga underarter finns listade.